# Марковаць-Крижевацький
45°57′ пн. ш. 16°42′ сх. д. / 45.95° пн. ш. 16.7° сх. д.
Марковаць-Крижевацький (хорв. Markovac Križevački) — населений пункт у Хорватії, у Копривницько-Крижевецькій жупанії у складі громади Светі-Іван-Жабно.

## Населення
Населення за даними перепису 2011 року становило 147 осіб.
Динаміка чисельності населення поселення: